# Шульц, Михал
Ми́хал Шульц (Михаил Шульц, лит. Mykolas Angelas Šulcas, пол. Michał Szulc; 1769, Курляндия — 20 июня 1812, Вильно) — литовский архитектор немецкого происхождения, представитель позднего классицизма.

## Биография
В 1788 году окончил Главную виленскую школу (в 1803 году преобразованную в Виленский университет) со степенью доктора философии. Ученик профессора Лауринаса Стуоки-Гуцявичюса. С осени 1788 года преподавал в школах Кретингена, Вильны, Новогрудка. Участвовал в восстании 1794 года. Осенью 1797 года стал адъюнктом профессора Лауринаса Гуцявичюса (до 1798 года), позднее — профессором университета, возглавил кафедру архитектуры (с 1798 года). На основе его лекций в университет издана книга „Mowa o architekturze“ (1801).
С 1799 года проектировал, строил и реконструировал учебные корпуса Виленского университета и дома персонала университета, также другие жилые дома Вильны, усадебные ансамбли и храмовые здания в Литве и Белоруссии.
В 1809 году при реконструкции гимназии Виленского университета обвалился потолок. Авария произошла также при перестройке костёла пиаров в жилой дом. Четырёхэтажный дом Шульца с величественным классицистским фасадом, возведённый на углу улиц Немецкой (Vokiečių g. 8) и Доминиканской (Dominikonų g.) в 1800 году на месте не достроенного костёла пиаров, в XIX веке был самым высоким в Вильне. Перед Второй мировой войной в нём была гостиница «Европа». В 1944 году здание сгорело и после войны на его месте был построен ничем не примечательный жилой дом.
В связи с авариями полиция запретила Шульцу заниматься проектированием и строительством. Он был уволен с должности архитектора университета, однако оставался профессором архитектуры.
Летом 1812 года Шульцу было поручено возведение павильона для торжественного ужина в честь императора Александра в Закрете (ныне парк Вингис). Незадолго до бала павильон обрушился. Потрясённый Шульц бросился в Вилию и утонул:

Шульц поторопился исполнить поручение и, хотя времени оставалось очень немного, успел воздвигнуть столовую, отличавшуюся изяществом отделки, так что император и все гости любовались постройкою. Но за два часа до ужина крыша этой залы рухнула. Испуганный Шульц, боясь, чтобы его не сочли злоумышленником, бросился в Вилию. Тело его вытащили через несколько дней в 20 верстах от города.

## Творчество

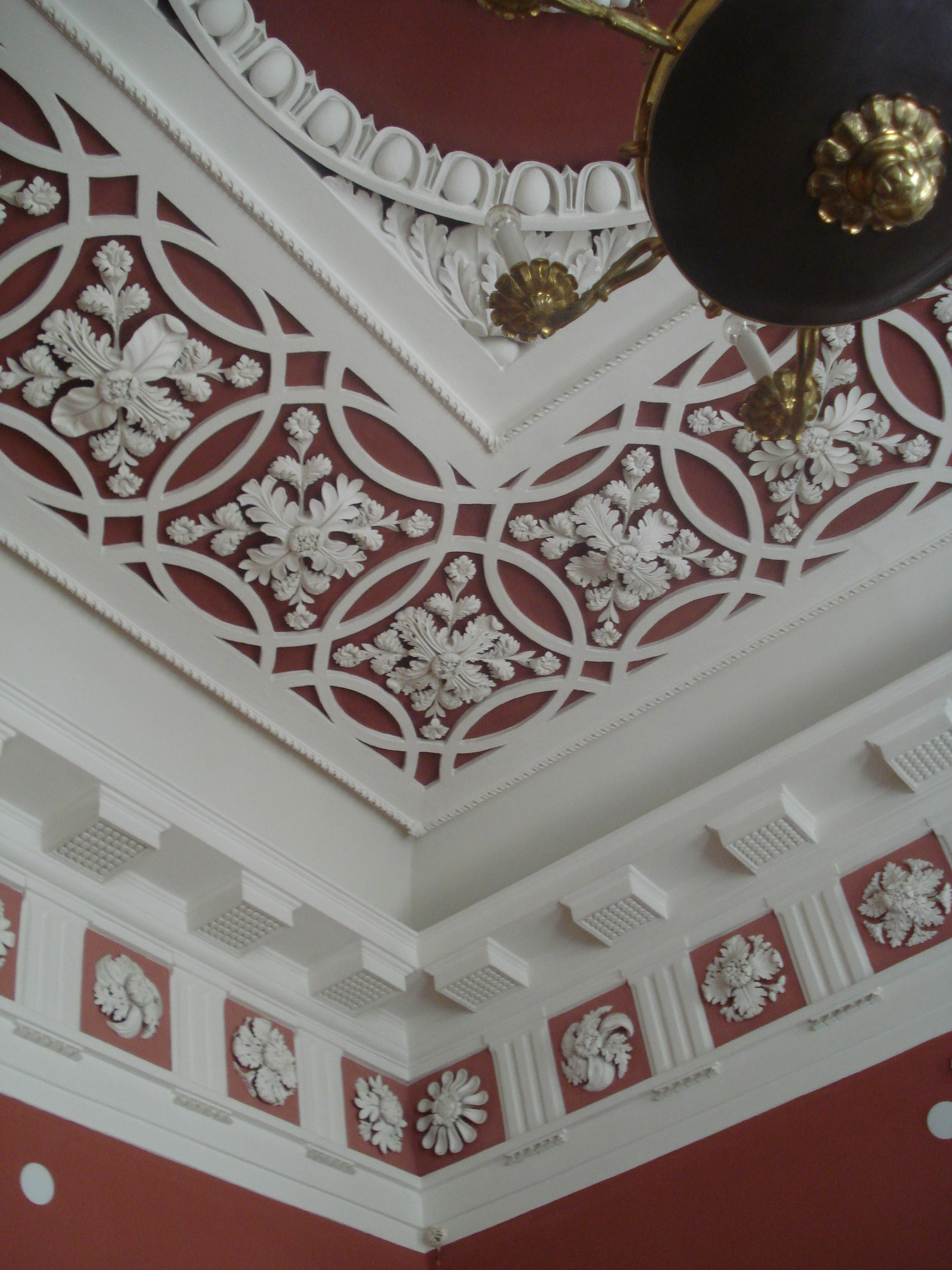
Гостиная в квартире Шульца

В начале своей деятельности завершал работы, начатые Гуцявичюсом: в 1798—1801 годах завершил реконструкцию виленского Кафедрального собора, в 1798—1800 — виленской Ратуши.
Затем работал над реконструкцией зданий Виленского университета. В 1799—1801 годах на третьем этаже северного корпуса двора Сарбевия оборудовал собственную квартиру в четыре комнаты. Интерьер квартиры Шульц декорировал лепными орнаментами и формами различных ордеров. Для освещения спальни наподобие римского атриума в потолке и кровле прорублено окно прямоугольной формы. Помещение украшено формами дорического ордера, сосредоточенными в антаблементе и обрамлении окон. Опоясывающий гостиную антаблемент состоит из фриза, разбитого на метопы с розетками растительных мотивов. Антаблементы других комнат коринфского и тосканского ордера. В своей квартире Шульц читал лекции, используя её как наглядное пособие по истории архитектуры и проектированию.

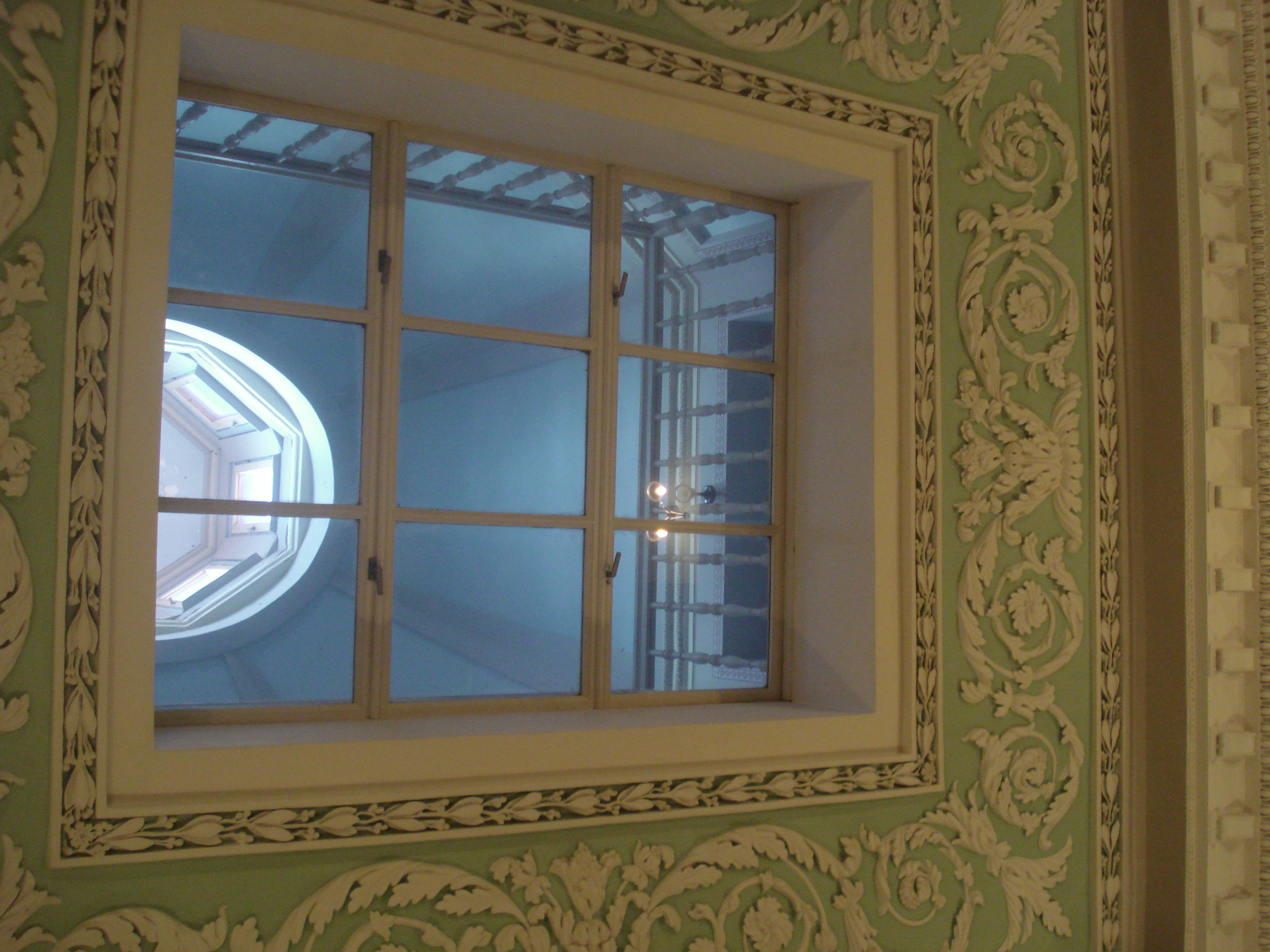
Спальня в квартире Шульца

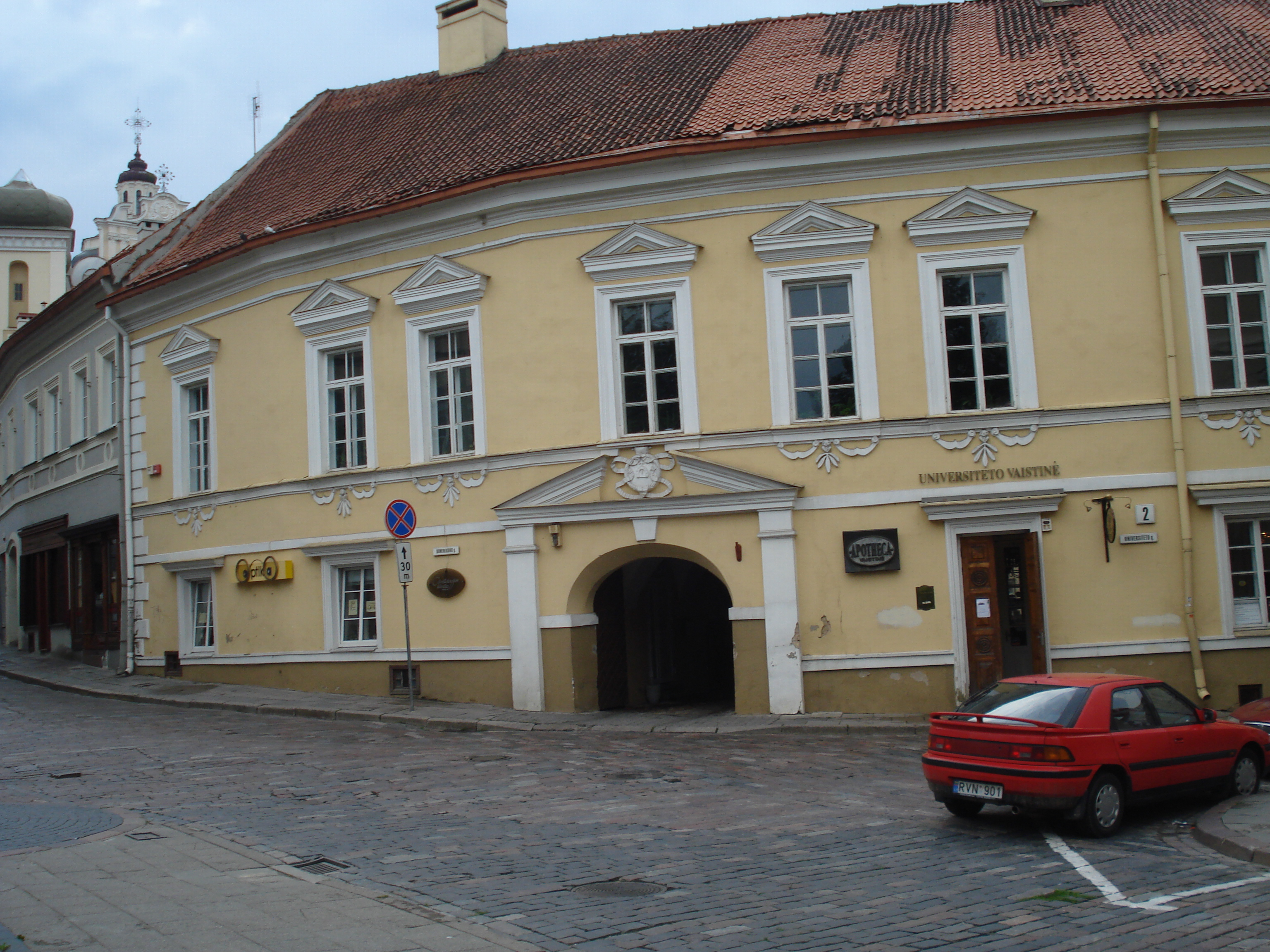
Дворец Бжостовских (университетская аптека)

Одноэтажные здания западного корпуса двора М. Даукши Шульц реконструировал под квартиры профессоров, изменив планировку и надстроив два этажа. В 1806 году третий этаж западного корпуса двора Сарбевия архитектор приспособил под библиотеку. В 1810 году в Большом дворе он перестроил фасад аулы, украсив его классицистским порталом. В 1811 году Шульц работал на проектом реконструкции аулы.
В 1799 году архитектор реконструировал здания в Серейкишках, приспосабливая их для кафедры естественных наук (лаборатории, аудитории, квартиры профессоров). Тогда же им был подготовлен проект Серейкишского ботанического сада и построен мостик в саду. Осенью того же года Шульц реконструировал здание университетской аптеки (дворец Бжостовских) на углу улиц Швянто Йоно (Šv. Jono g.) и Университето (Universiteto g.).

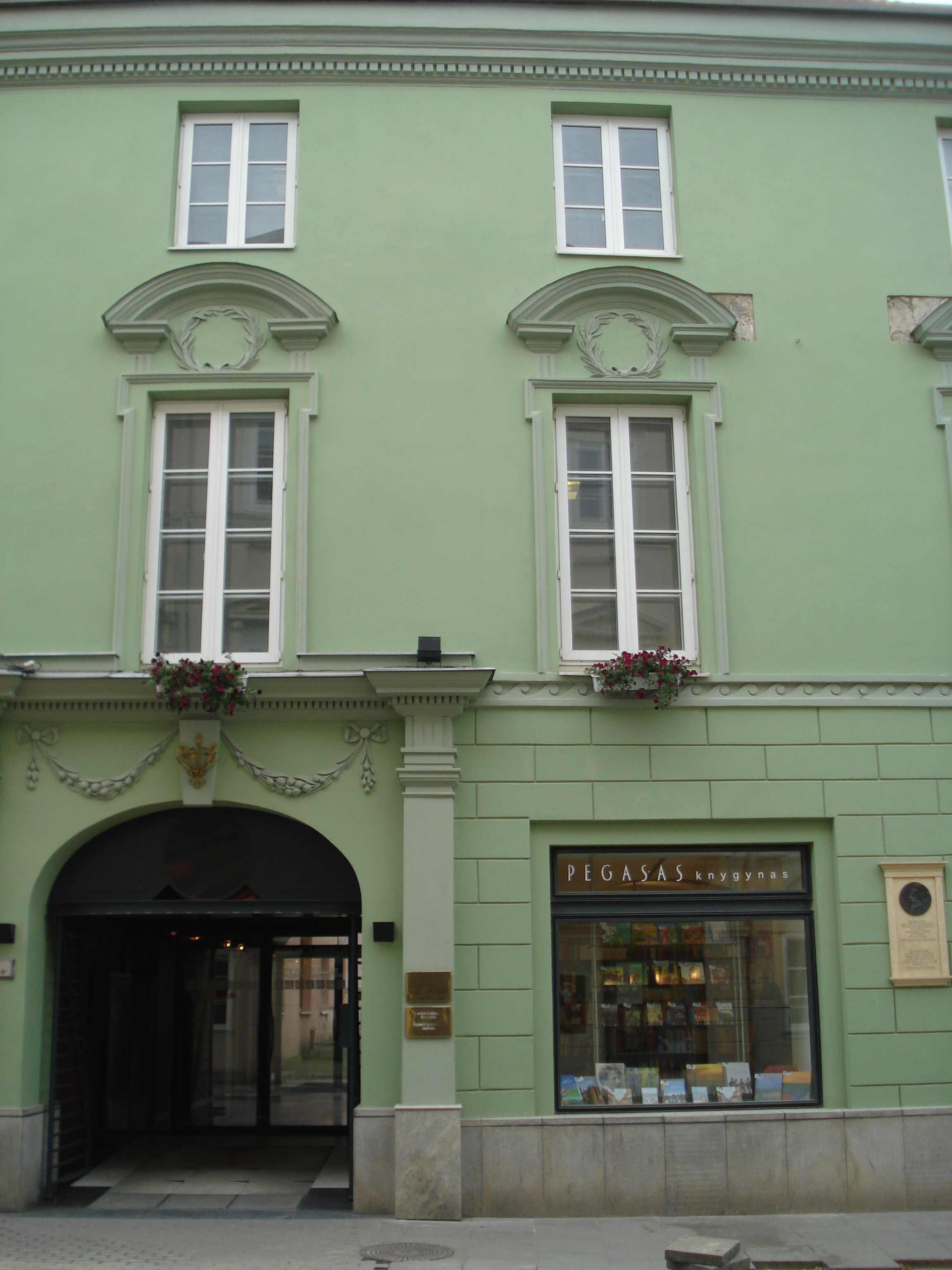
Дом Франка

В 1807 году архитектор реконструировал трёхэтажный дом Прозоров на Большой улице, в котором были устроены квартиры для профессоров. Впоследствии здание стало известно как дом Франка (Didžioji g. 1; ныне здесь располагаются книжный магазин, посольство Франции и Французский культурный центр). Расположенный асимметрично подъезд подчёркивают дорические пилястры и наличник. Большие окна второго этажа украшают обрамления и лепные орнаментные венки. Угол дом акцентирован белым рустом.
В 1807—1810 годах по проекту Шульца остатки заброшенной Пречистенской церкви были перестроены в университетский Анатомикум с аудиториями и прозекторскими на первом этаже и кабинетами, учебными и хозяйственными помещениями на втором.
Принадлежавший университету трёхэтажный дом Шульц в 1809—1810 году реконструировал для нужд Химической коллегии: построил большую ротондную аудиторию, оборудовал квартиры профессоров. В химической аудитории в форме амфитеатра в нишах между дорическими пилястрами были встроены цилиндрические печи. Две двери обрамляет портал с дорическими колоннами. Ротонду опоясывает широкий антаблемент. Купольный свод разделяют кессоны. Ныне в этом здании располагается Министерство образования и науки Литвы (угол улиц А. Волано и Швянто Миколо, A. Volano g. 2 / Šv. Mykolo g. 9).

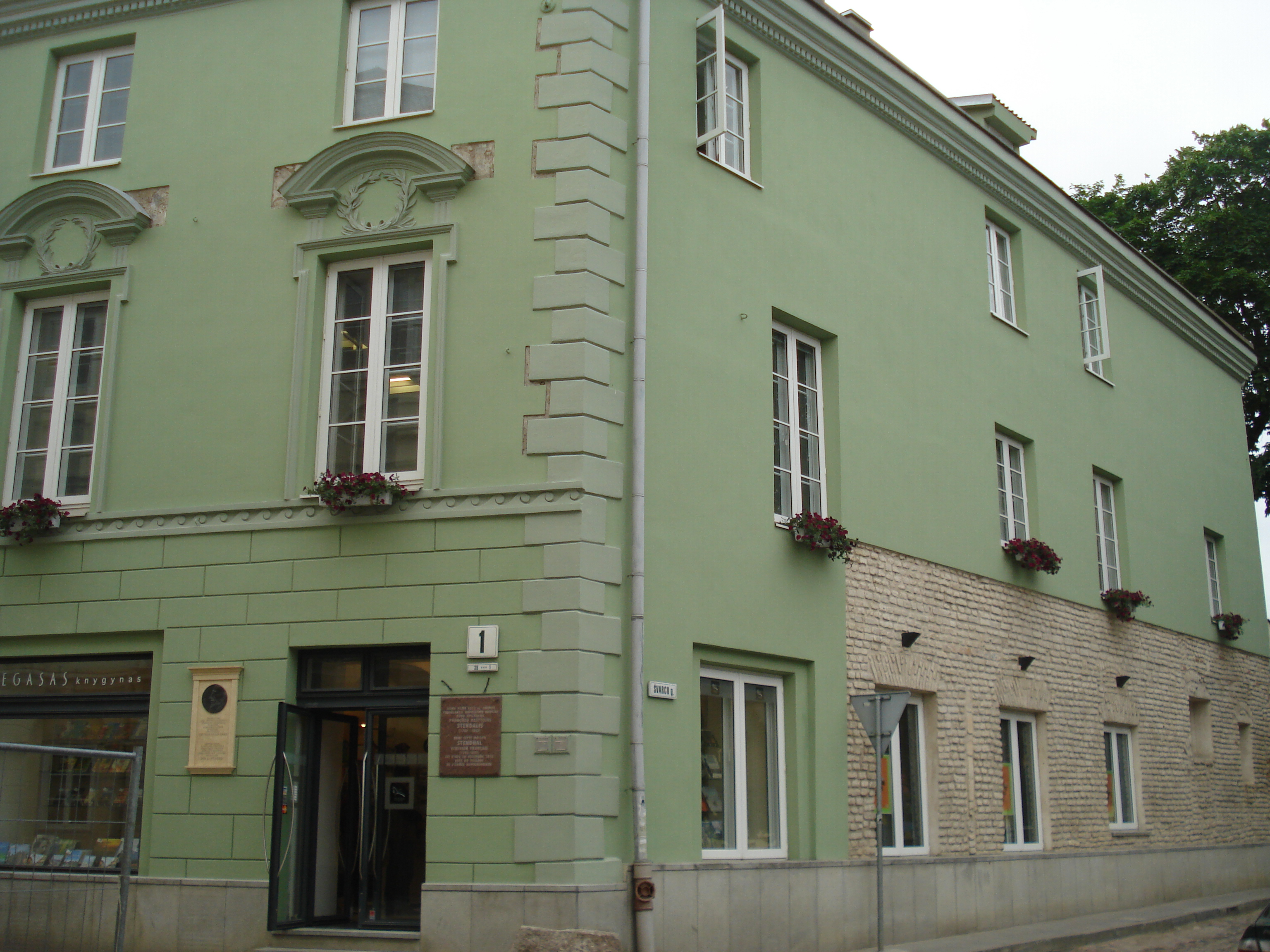
Дом Франка

Шульц также проектировал различного рода культовые здания. В 1802—1803 годах архитектор подготовил проект трёхнефной церкви, школы, хозяйственных и производственных построек в Свислочи (Белоруссия). Предполагается, что Шульцу принадлежит проект ансамбля каменных часовен в Вабальнинкасе (ныне Биржайский район).

### Дворец Тизенгаузов
В начале XIX века архитектор участвовал в создании интерьеров дворца Тизенгаузов в Вильне на углу Немецкой и Трокской улиц (ныне Вокечю и Траку, Vokiečių g. 28 / Trakų g. 17).

### Усадьбы
В 1802—1822 годах Шульц проектировал ансамбль усадьбы М. К. Огинского в Залесье, недалеко от Сморгони, — одноэтажный дворец с симметричным фасадом, с мезонином и двухэтажными павильонами по углам, оранжерея, водяная мельница, часовня, павильоны, мостики в парке. В 1806 году архитектор реконструировал усадьбу в Нямежисе (ныне Вильнюсский район), около 1811 года усадьбу в Анташаве (ныне Вильнюсский район).

### Черты стиля
При реконструкции зданий университета Шульц, как правило, большое внимание уделял удобству и функциональности. От работ представителей раннего классицизма и стиля его учителя Лауринаса Гуцявичюса проекты Шульца отличаются умеренностью форм, экономичностью, отказом от подчёркнутой величественности главных фасадов и пропорциями, близкими обычным пропорциям ампира.

## Память
Именем Шульца названа одна из улиц (Mykolo Šulco gatvė) в районе Вильнюса Пашилайчяй.